# Shimizu Muneharu
Shimizu Muneharu est un nom japonais traditionnel ; le nom de famille (ou le nom d'école), Shimizu, précède donc le prénom (ou le nom d'artiste).
Shimizu Muneharu (清水 宗治, 1537-23 juin 1582), aussi appelé Shimizu Chōzaemon (清水 長左衛門), est un commandant samouraï de la période Sengoku de l'histoire du Japon. Il est au service du clan Mōri (un des clans les plus puissants de la province de Bitchu) comme obligé de Kobayakawa Takakage et prend part à l'expédition lancée en vue d'unifier la région de Chūgoku. Il est seigneur du château de Shimizu dans la province de Bitchu, puis seigneur du château de Takamatsu dans la province de Bitchu après qu'il s'en est emparé en 1565. Son père est Shimizu Munenori.
Hashiba Hideyohi (plus tard Toyotomi Hideyoshi), un obligé d'Oda Nobunaga, part en expédition vers la région de Chūgoku pour réunifier le Japon en 1582. Muneharu résiste à Hideyoshi, et s'enferme dans le château de Bitchu Takamatsu. Hideyoshi conseille à Muneharu de se rendre à la condition que celui-ci lui donne la province de Bitchu, mais Muneharu refuse. Hideyoshi fait inonder le château qui est sur le point de tomber (cette stratégie est conçue par Kuroda Yoshitaka, qui fait partie du conseil de Hideyoshi).
En juin, durant l'inondation, Nobunaga meurt dans l'incident du Honnō-ji à Kyoto. Ayant appris la mort de Nobunaga, Hideyoshi engage des pourparlers de paix et s'engage à épargner les soldats de Muneharu si ce dernier se suicide par seppuku. Muneharu n'est pas informé de la mort de Nobunaga, et commet seppuku après quelques jours à l'âge de 45 ans.
La tombe de Shimizu se trouve au Seikyō-ji à Hikari dans la préfecture de Yamaguchi.

## Source de la traduction
- (en) Cet article est partiellement ou en totalité issu de l’article de Wikipédia en anglais intitulé « Shimizu Muneharu » (voir la liste des auteurs).